# Рутман, Григорий Иосифович
Рутман Григорий Иосифович (22 февраля 1929 года — 21 июня 2001 года) — химик-технолог, лауреат Государственной премии СССР (1978). Доктор технических наук (1983), профессор (1987). Заслуженный химик БАССР (1989), изобретатель СССР (1976).

## Биография
Родился 22 февраля 1929 года в м. Стрешин Гомельской области Белорусской ССР.
В 1951 году окончил Днепропетровский химико-технологический институт.
Место работы: с 1951 года работал на комбинате № 18 (Салаватнефтеоргсинтез) в г. Салават. С 1961 года — гл. механик Стерлитамакского завода синтетического каучука, с 1965 года — директор Стерлитамакского опытно-промышленного нефтехимического завода (СОПНХЗ), с 1995 года — председатель Стерлитамакского отделения Инженерной Академии РБ, с 1997 преподавал в СГПИ.

## Научная деятельность
Область научных интересов: технологии получения полимеров, продуктов малотоннажной химии.
С его участием созданы производства синтетической гуттаперчи, антиоксидантов; разработаны и внедрены технологии синтеза полиизопренового, олигопипериленового, низкомол. полиуретановых каучуков синтетических, универсальных отвердителей, созданы регенератор крекинга каталитического, реактор дегидрирования бутана, полимер для эластичных покрытий спортивных сооружений.

### Труды
Автор 22 научных трудов и 220 изобретений.
- Превращения фенольных оснований Манниха //Журнал прикладной химии. 1991. Т.64. № 1 (соавт.).

## Награды и звания
- Государственная премия  СССР (1977)

- Изобретатель СССР (1976), лучший изобретатель Миннефтехимпрома СССР (1989), заслуженный химик БАССР (1989), действительный член Инженерной академии РБ (1992).
- Ордена Трудового Красного Знамени (1986, 1971), «Знак Почета» (1971), медали.